# Топор, Ролан
Рола́н Топо́р (фр. Roland Topor; 1938, Париж — 1997, там же) — французский художник, писатель-сюрреалист, артист, сценарист, телережиссёр.
Родился в 1938 году в семье беженцев из Польши — в 1930-е годы его отец Абрам Топор перевёз семью во Францию, спасаясь от нацистов. Первые годы своей жизни Ролан провёл в Париже, затем в Савойе. Ощущение почти панического ужаса войны останется с художником на всю жизнь.
В начале 1960-х годов Ролан Топор вместе со своими друзьями, такими же беженцами и странниками в мире реальном и вымышленном — драматургом Аррабалем и писателем Ходоровским — создаёт группу «Паника». Он начинает не только рисовать карикатуры, впоследствии ставшие классикой искусства XX века, но и сочинять романы, рассказы и пьесы. Любое творчество увлекает его: он рисует мультфильмы, пишет стихи для песен, иллюстрирует книги, снимается в кино.

## Сценарии
- Дикая планета (также продюсер)

## Экранизации
- Роман «Жилец», написанный Роланом Топором в 1960-е годы, спустя десять лет был экранизирован Романом Поланским.
- «Юбилей»